# 瀚思勒·帕克門特

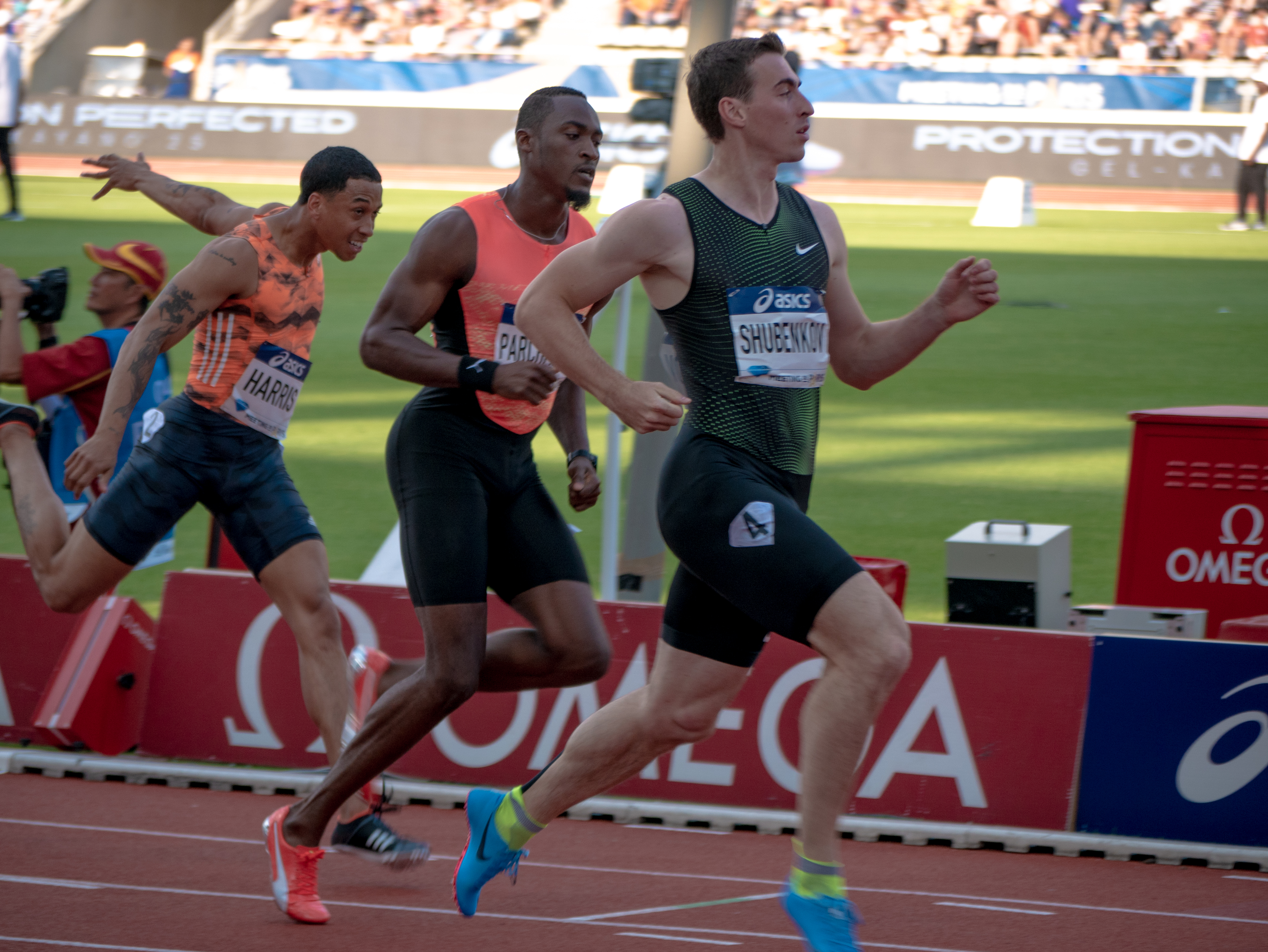
2018年

瀚思勒·帕克門特（Hansle Parchment，1990年6月17日—）是牙买加田径运动员。夺得了2012年夏季奧林匹克運動會男子110米栏铜牌，以及2015年世界田径锦标赛男子110米栏银牌和2020年夏季奧林匹克運動會男子110米栏金牌。

## 外部連結
- 瀚思勒·帕克門特在的頁面
- 瀚思勒·帕克門特的Instagram帳戶
- 2012 Jamaican trials win （页面存档备份，存于） on YouTube